# Mercedes-Benz W188
Mercedes-Benz W188 este un autoturism compact de lux, cu 2 uși, produs de Mercedes-Benz între anii 1951 și 1958. Cele mai scumpe și mai exclusiviste automobile ale producătorului, elegantul 300S, asamblat manual (1951 – 1954), și succesorul său 300Sc (1955 - 1958) au constituit apogeul gamei Mercedes a epocii.
Stilul conservativ al celor două era în contrast cu inovațiile tehnologice de care dispuneau. Acestea aveau în comun multe elemente inovative pe parte de design, dar și elemente de mecanică, cu emblematicul Mercedes-Benz 300SL „Gullwing”. Printre acestea se numără motorul, suspensiile și șasiul.

## 300 S
Seria 300S (W188) de automobile cu 2 uși, asamblate manual era una dintre gamele de top ale Mercedes-Benz, la vremea lansării sale, la Salonul Auro de la Paris, în Octombrie 1951. 
Acestea erau disponibile ca autoturisme decapotabile cu 2 uși, coupé 2+2, și cabriolet (cu bare tip landau, cunoscut oficial drept Carbriolet A). Deși, din punct de vedere mecanic, se asemăna foarte bine cu contemporanul său – 300 (W186) – plusul de măiestrie, eleganță, elocvență, și prețul cu 50% mai mare, au ridicat gama W188 în vârful clasamentului mașinilor de lux ale epocii sale.
Automobilele 300S erau dotate cu o versiune performantă a motorului de 3.0 litri specific seriei W186 (2996 cc / 183 in3), un motor cu arbore cu came, cu capete din aluminiu: M189 6 cilindrii în linie. 
Proiectat pentru un serviciu durabil și de încredere, în condiții de uzură prelungită, motorul era dotat cu cămăși de apă alungite, o conexiune diagonală inovatoare, între capătul pistonului și blocul motor, care permitea montarea unor valve de admisie, dar și de evacuare, supradimensionate. În plus, acesta avea și un sistem de răcire a uleiului, controlat de un termostat, cuzineți din cupru și plumb, și un arbore cotit fortificat.
La acestea se adaugă carburatoare tip Triple Solex , compresie la o scală de 7.8:1, și o capacitate mărită la 150 PS (110 kW; 150 cp) la 5000 rpm.
Din iulie 1952, până în august 1955, a fost produs un număr total de 216 automobile Coupé, 203 automobile Cabriolet și 141 automobile Rodster.

## 300 Sc

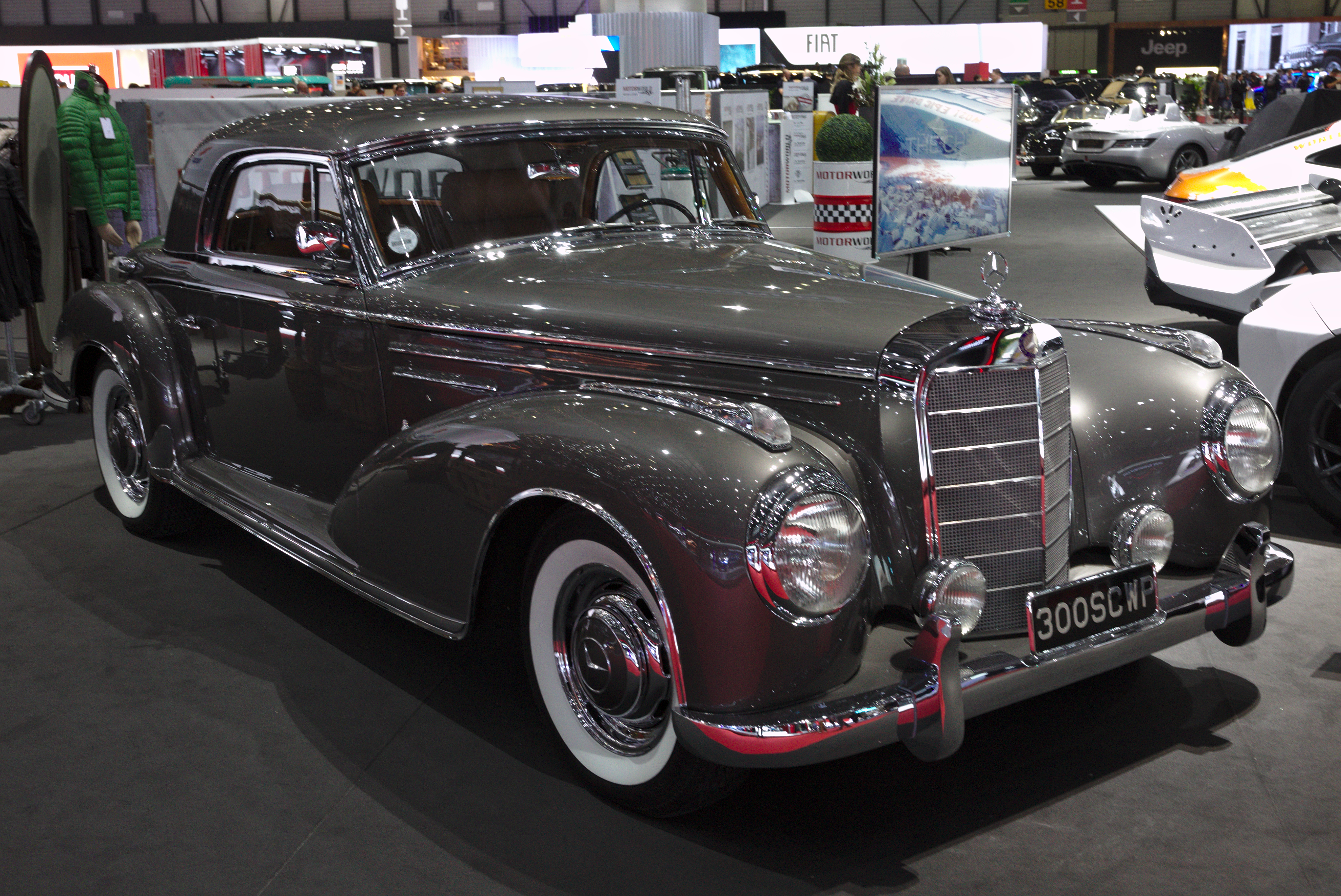
1956 Mercedes-Benz 300Sc coupe

300Sc (W188) a fost lansat în 1955, primind numeroase îmbunătățiri la motor și suspensii. După succesul înregistrat în anul precedent pe Mercedes-Benz 300 SL Gullwing, motorul cu șase cilindri în linie al noului Sc, a fost dotat cu o versiune a injecției directe de benzină a acestuia, care dezvolta 175 PS (129 kW; 173 cp) la 5400 rpm. 
În partea din spate au fost montate suspensii individuale Mercedes-Benz cu „pivot scurt”. Singura diferență vizibilă, față de predecesorul său, era o linie cromată de fiecare parte a capotei.
Prețul ajungea la DM 36,500, iar până în aprilie 1958, s-au produs 98 de automobile Coupé, 49 Cabriolet A, și 53 tip Roasdster.